# Hr.Ms. K XIV (1933)
De Hr.Ms. K XIV (N 22) was een Nederlandse onderzeeboot van de naar haar genoemde K XIV-klasse. De K XIV werd gebouwd door de Rotterdamse scheepswerf RDM. Net als alle andere K onderzeeboten werd de K XIV door het Nederlandse ministerie van Koloniën als patrouilleboot voor Nederlands-Indië aangeschaft. Op 7 februari 1934 vertrok de K XIV samen met de K XV vanuit Den Helder naar Nederlands-Indië waar de boot op 12 april 1934 aankwam in Soerabaja. Tijdens de tocht deden de schepen de volgende havens aan: Lissabon, Cádiz, Palermo, Port Said, Suez, Aden en Colombo. Tijdens de vlootschouw op 6 september 1938 ter ere van het veertigjarige regeringsjubileum van Koningin Wilhelmina was de K XIV een van de zes onderzeeboten die deelnamen aan deze vlootschouw.

## De K XIV tijdens WO II
Begin 1941 werd de K XIV ingedeeld bij de 3e divisie van het onderzeebootflottielje in Nederlands-Indië. Naast de K XIV waren de K XV, de K XVI en de K XVIII onderdeel van 3e divisie. In november 1941 werd de 3e onderzeebootdivisie overgeplaatst naar het eiland Tarakan in de buurt van Borneo, dit omdat een Japanse invasie in deze regio werd verwacht. (zie ook Slag om Borneo )

### De verdediging van Nederlands-Indië
Na het uitbreken van de oorlog met Japan werd het patrouillegebied van de 3e onderzeebootdivisie verplaatst naar de Straat Makassar. Naarmate de aanvallen op Nederlands-Indië zich verhevigden, werd de 3e onderzeebootdivisie regelmatig overgeplaatst naar andere gebieden. Pas toen de divisie was overgeplaatst naar wateren in de buurt van Kuching kon de K XIV succesvol een Japanse landingsvloot aanvallen. Door een toevallige ontmoeting met de Nederlandse vliegboot X-35 van de Marine Luchtvaartdienst werd ze gewaarschuwd. Commandant van de onderzeeboot was toen luitenant-ter-zee 1e klasse C.A.J. van Well Groeneveld. Rond Kuching werden op 23 december 1941 de volgende schepen door de K XIV beschadigd of tot zinken gebracht.
Gezonken
- Japans troepentransportschip SS Katori Maru (9848 ton)
- Japans troepentransportschip SS Hiyoshi Maru (4943 ton)

Beschadigd
- Japans troepentransportschip MS Hokkai Maru (8416 ton)
- Japans troepentransportschip SS Ninchinan Maru (6503 ton)

Omdat de K XIV geen torpedo's meer had, moest ze de aanval staken en terugkeren naar Soerabaja. In Soerabaja werden naast het laden van nieuwe torpedo's ook een aantal reparaties uitgevoerd aan de dieselmotoren. Van januari tot maart 1942 voerde de K XIV verschillende patrouilles uit, maar tijdens geen van deze patrouilles konden vijanden succesvol worden aangevallen.

### In onderhoud
Na de val van Nederlands-Indië vluchtte de K XIV naar Colombo en viel het schip onder Brits operationeel commando. In april 1942 werd besloten dat de K XIV naar de Verenigde Staten moest voor groot onderhoud. Het groot onderhoud was noodzakelijk omdat door een bomaanval de dekbuizen niet bruikbaar waren en er lekkages optraden van de dieselinstallatie. Voordat de K XIV aan deze tocht kon beginnen moest de boot voor klein onderhoud eerst naar Bombay. De tocht naar de Verenigde Staten ging via Zuid-Afrika, in Zuid-Afrika vond weer klein onderhoud plaats. Tijdens de oversteek van Zuid-Afrika naar Philadelphia viel de K XIV voor de kust van Kaapverdië een Duitse U-boot en een Duits vrachtschip aan. Beide aanvallen mislukten doordat de torpedo het doel miste.
Na het onderhoud in Philadelphia vertrok de K XIV op 25 juni 1943 richting Dundee om daar uitgerust te worden met onder andere een radarinstallatie. Op 10 juli 1943 arriveerde de K XIV in Dundee waar het tot 27 december 1943 zou blijven.

### Actief vanuit Fremantle
Op 19 februari 1944 arriveerde de K XIV in Colombo vanuit Dundee en kon de boot weer actief deelnemen aan de oorlog. Hij verbleef niet lang in Colombo want op 17 maart 1944 vertrok de K XIV naar Fremantle in Australië. Tijdens de overtocht naar Australië voerde de K XIV een succesvolle aanval uit op de olieopslag van de Emmahaven in Padang. De aanval bestond uit het beschieten van de olieopslag met het kanon.
Vanuit Fremantle voerde de K XIV voornamelijk missies uit die bestonden uit het aan land zetten en oppikken van agenten in Nederlands-Indië. Tijdens deze missies viel de K XIV af en toe voornamelijk kleinere schepen aan. Het enige grotere schip dat succesvol werd aangevallen was de 4410 ton zware Japanse mijnenlegger Tsugaru, welke door de aanval werd beschadigd. Enkele dagen later werd de Tsugaru door de Amerikaanse onderzeeboot Darter tot zinken gebracht. Verder wist de K XIV een landingsvaartuig van 10 ton en drie sampans van 10 ton tot zinken te brengen. Deze kleinere schepen werden tot zinken gebracht met het kanon.

## De K XIV na WO II
Na de overgave van Japan op 15 augustus 1945 keerde de K XIV naar Tandjong Priok waar het op 8 oktober 1945 aankwam. Vanuit Tandjong Priok voerde de K XIV verschillende patrouilles uit. Tijdens deze patrouilles, die meestal zeven tot tien dagen duurden, werden schepen aangehouden en doorzocht. Op 23 april 1946 werd de K XIV na dertien jaar uit dienst genomen.